# Amerisaprus valdivia
Amerisaprus valdivia är en skalbaggsart som beskrevs av Zdzisława Stebnicka och Paul E.Skelley 2003. Amerisaprus valdivia ingår i släktet Amerisaprus och familjen Aegialiidae. Inga underarter finns listade i Catalogue of Life.